# Ronde van Reggio Calabria
De Ronde van Reggio Calabria is een wielerwedstrijd die tussen 1920-2012 onder de noemer Giro della Provincia di Reggio Calabria en in 2023 en 2025 als de Giro della Città Metropolitana di Reggio Calabria werd verreden in Calabrië in Zuid-Italië.

## Historiek
Deze wedstrijd werd voor het eerst verreden in 1920. Van de 66 verreden edities waren er elf meerdaagse wedstrijden over twee, drie of vier dagen, de overige 55 waren eendaagse koersen. Van 1920-1953 werden ze afwisselend verreden in de maanden april, mei, juni, augustus of september. Van 1954-1992 vonden ze plaats in maart of april, met enige uitzondering 1969 toen de wedstrijd gold als het Italiaans kampioenschap op de weg en in juni werd verreden. De edities van 1993-2008 werden in februari of maart verreden, die van 2009 in juli en die van 2010-2012 eind januari of begin februari. De hernieuwde koers in 2023 werd op 16 april verreden.
De edities vanaf 2005 werden opgenomen op de UCI Europe Tour-kalender in de categorie 1.1, behalve de edities van 2008, 2010-2012 die opnieuw meerdaags waren en dus geklasseerd als een 2.1-wedstrijd.
De oorspronkelijke organisatie lag in handen van de Sporting Club 1917 di Reggio Calabria. De (tussen liggende) edities van 2003, 2004 en 2005 werden door RCS Sport georganiseerd. In 2023 was ExtraGiro de organisator.
De Belg Walter Godefroot won de wedstrijd in 1970 en was daarmee de eerste van acht niet-Italiaanse winnaars.

## Lijst van winnaars
N.B. Jaartallen gemarkeerd met * waren meerdaagse koersen

### Meervoudige winnaars
| Overwinningen | Renner              | Jaren            |
| ------------- | ------------------- | ---------------- |
| 3             | Michele Dancelli    | 1966, 1967, 1968 |
| 2             | Nello Ciaccheri     | 1923, 1926       |
| 2             | Felice Gremo        | 1928, 1929       |
| 2             | Luciano Maggini     | 1951, 1953       |
| 2             | Giuseppe Minardi    | 1954, 1956       |
| 2             | Michele Bartoli     | 1996, 1998       |
| 2             | Daniele Pietropolli | 2008, 2011       |

### Overwinningen per land
| Overwinningen | Land                                                     |
| ------------- | -------------------------------------------------------- |
| 59            | Italië                                                   |
| 2             | Zwitserland                                              |
| 1             | Argentinië, België, Colombia, Letland, Noorwegen, Spanje |

1920 · 1921 · 1922 · 1923 · 1924 · 1925 · 1926 · 1927 · 1928 · 1929 · 1930 · 1931 · 1932-1944 · 1945 · 1946-1948 · 1949 · 1950 · 1951 · 1952 · 1953 · 1954 · 1955 · 1956 · 1957 · 1958 · 1959 · 1960 · 1961 · 1962 · 1963 · 1964 · 1965 · 1966 · 1967 · 1968 · 1969 · 1970 · 1971 · 1972 · 1973 · 1974 · 1975 · 1976 · 1977 · 1978 · 1979 · 1980 · 1981 · 1982 · 1983 · 1984 · 1985 · 1986 · 1987 · 1988 · 1989 · 1990 · 1991 · 1992 · 1993 · 1994 · 1995 · 1996 · 1997 · 1998 · 1999-2002 · 2003 · 2004 · 2005 · 2006 · 2007 · 2008 · 2009 · 2010 · 2011 · 2012 · 2013-2022 · 2023 · 2024 · 2025